# آنتونی کولینت
آنتونی کولینت (انگلیسی: Anthony Colinet؛ زادهٔ ۱۵ ژانویهٔ ۱۹۷۶) بازیکن فوتبال اهل فرانسه است.
از باشگاه‌هایی که در آن بازی کرده‌است می‌توان به باشگاه فوتبال لانس اشاره کرد.